# Lamivudine/raltegravir
Lamivudine/raltegravir, được bán dưới tên thương hiệu Dutrebis, là một loại thuốc kết hợp của lamivudine và raltegravir được sử dụng trong điều trị HIV/AIDS. Nó được dùng bằng đường uống. Tác dụng phụ có thể bao gồm nhiễm axit lactic, viêm tụy, suy gan và phát ban da nghiêm trọng. Nó đã được phê duyệt cho sử dụng y tế tại Hoa Kỳ vào năm 2015.